# 桥本英也
桥本英也（日语：／ Hashimoto Eiya，1993年12月15日—）生于岐阜县，是一名日本男子自行车运动员，主攻耐力类项目。他在小学时受喜爱铁人三项的父母的影响而开始练习铁人三项，当时他最擅长的部分是自行车，而最不擅长的部分是赛跑。大约14岁时，他开始将精力集中在自行车上。2012年至2016年间，他在鹿屋体育大学就读。